# Euphorbia caput-medusae
Euphorbia caput-medusae es una especie fanerógama perteneciente a la familia Euphorbiaceae. Es endémica de Sudáfrica.

Ilustración

## Descripción
Es una planta suculenta que realmente se parece a la cabeza de Medusa, y parece como una serpiente que surge derivada de un caudex, en el centro. Todavía es común en torno a Ciudad del Cabo, donde crece en la arena profunda o afloramientos rocosos en la costa. Es particularmente común en la Península de Shale Renosterveld. A veces supera 1 metro de diámetro, en parte enterrados en el suelo, cubierto con numerosas ramas de hacinamiento.
La edad alcanza los 9 y 11 años. Necesita sol parcial. Su contacto puede producir una irritación de la piel. En pleno verano florece con una hermosa flor de color amarillo-verde. El nivel de pH necesario para la cabeza de Medusa es de 6,1 a 7,8.

## Taxonomía
Euphorbia caput-medusae fue descrita por Carlos Linneo y publicado en Species Plantarum 452. 1753.
Etimología
Euphorbia: nombre genérico que deriva del médico griego del rey Juba II de Mauritania (52 a 50 a. C. - 23), Euphorbus, en su honor – o en alusión a su gran vientre –  ya que usaba médicamente Euphorbia resinifera. En 1753 Carlos Linneo asignó el nombre a todo el género.
Flaganii: epíteto latino que significa "con cabeza de medusa".
Sinonimia
- Euphorbia flaganii var. geminata Aiton
- Euphorbia flaganii var. major Aiton
- Euphorbia commelinii DC.
- Euphorbia fructuspini Mill.
- Euphorbia geminata (Aiton) Marloth ex A.C.White, R.A.Dyer & B.Sloane
- Euphorbia medusae Panz.
- Euphorbia parvimamma Boiss.
- Euphorbia tessellata (Haw.) Steud.
- Medusea fructus-pini Haw.
- Medusea major Haw.
- Medusea tessellata Haw.[6]